# Johann Heinrich Grüneberg
Pour les articles homonymes, voir Grüneberg.

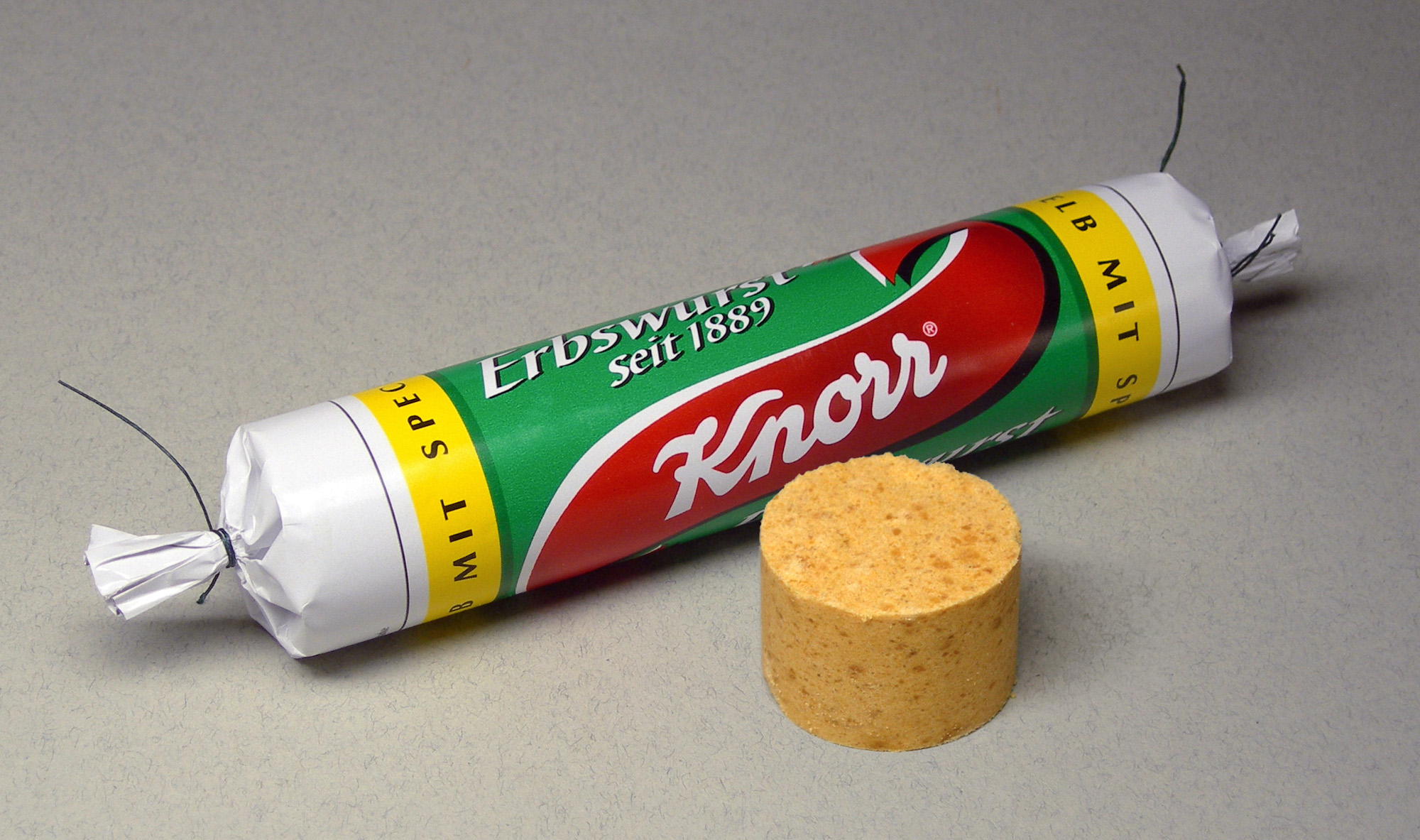
Pâte d‘Erbswurst dans son emballage typique

Johann Heinrich Grüneberg (* 13 mai 1819 à Berlin; † 9 octobre 1872 à Berlin) était un cuisinier allemand et fabricant de conserves. Il est connu dans la cuisine allemande comme l'inventeur de la pâte de pois dénommée Erbswurst.

## Biographie
Grüneberg inventa  en 1867 la pâte Erbswurst, qui fut un des aliments de campagne des soldats prussiens pendant la guerre franco-prussienne en 1870. Il réussit à vendre son invention pour un montant de 35000 talers au gouvernement de l'époque en vue de la production et de la conservation de cet aliment à des fins militaires.